# Дънди
 Тази статия е за града в Шотландия.  За окръга в Небраска, САЩ вижте Дънди (окръг).  
Дъндѝ (на английски: Dundee [dʌnˈdiː]; на шотландски келтски: Dùn Dèagh) е град в Шотландия. Градът е административен център на област Дънди Сити. Получава статут на град през 1191 г.

## География
Разположен е на северния бряг на залива Тей. Население 151 530 жители от преброяването през 2004 г. Има летище и железопътна гара.

## Забележителности
- Пътният мост на река Тей
- Галерията „Макманъс“
- Замъкът „Клейпотс“
- Шерифската сграда
- Болницата „Нийнуелс“
- Замъкът „Мейнс“
- Академията „Морган“
- Университетът „Скримджър“
- ЖП гарата
- Театърът, открит през 1982 г.
- Замъкът „Дъдхоуп“
- Летището
- Енорийската църква
- Катедралата „Сейнт Пол“
- Железопътен мост на р. Тей (1879)
- Музей V&A

## Личности
Родени в Дънди
- Хектор Боус (1465 – 1536), шотландски философ
- Джорд Голоуей (р.1954), британски политик
- Франсис Джап (1848 – 1925), шотландски химик
- Алисън Луиз Кенеди (р.1965), шотландска писателка
- Елизабет Макколган-Линч (р.1964), шотландска лекоатлетка
- Малкълм Сим Лонгеър (р.1941), шотландски астроном
- Робин Пилчър (р. 1950), шотландски писател
- Уилиам Симпсън (1800 – 1847), шотландски художник
- Уилиамина Флеминг (1857 – 1911), американска астрономка

Починали в Дънди
- Джеймс Бауман Линдзи (1799 – 1862), шотландски физик
- Джеймс Чалмърс (1782 – 1853), шотландски печатар и издател на вестници

Свързани с Дънди
- Роузамънд Пилчър (р.1924), писателка, живее в Дънди
- Уинстън Чърчил (1874 – 1965), британски политик

## Спорт
В Дънди има 2 футболни клуба – „Дънди Юнайтед“ и „Дънди“.

## Побратимени градове
- Александрия, щата Вирджиния, САЩ
- Велико Търново, България
- Вюрцбург, Германия
- Дубай, ОАЕ
- Задар, Хърватия
- Наблус, Йордания
- Орлеан, Франция
- Честърфийлд, Англия

## Фотогалерия
- Пътният мост на река Тей
- Болницата „Нийнуелс“
- Замъкът „Мейнс“
- Академията „Морган“
- Железопътната гара
- Театърът
- Замъкът „Дъдхоуп“
- Енорийската църква „Сейнт Мери“
- Летището
- Музеят „Виктория и Албърт“, открит през 2018 г.